# Parahexacentrus paradoxus
Parahexacentrus paradoxus är en insektsart som först beskrevs av Heinrich Hugo Karny 1907.  Parahexacentrus paradoxus ingår i släktet Parahexacentrus och familjen vårtbitare. Inga underarter finns listade i Catalogue of Life.